# Competição intrassexual feminina
Existem dois modos de seleção sexual: seleção intersexual, e seleção intrasexual. Seleção intersexual é a seleção em que os membros de um sexo mostram características desejáveis, a fim de chamar a atenção de um parceiro(a)  potencial, aumentando suas chances de ser selecionado como um companheiro(a). Seleção Intrasexual é quando os membros do mesmo sexo competem uns com os outros por um parceiro(a) em potencial. Competição intrasexual entre as mulheres é o comportamento em que as mulheres se envolvem na tentativa de conseguir um parceiro potencial. Tais comportamentos podem incluir táticas de autopromoção e derrogação (formas diretas e indiretas de agressão), em relação a outras mulheres. Aspectos que influenciam a competição intrasexual feminina incluem: qualidade genética do sexo masculino, hormônios e variações nas dinâmicas interpessoais .

## A autopromoção como tática
Táticas de autopromoção são uma das principais estratégias que podem ser utilizadas durante a competição intrasexual em busca dos companheiros. Muitas vezes é percebida como uma forma mais socialmente desejável de estratégia, pois pode ser percebido como o auto-aperfeiçoamento, em vez de um ataque sobre as concorrentes. Táticas de autopromoção são especialmente úteis quando as mulheres estão à procura de companheiros de curto prazo, como forma de promover diretamente a sua disponibilidade sexual.

### Consumo de luxo

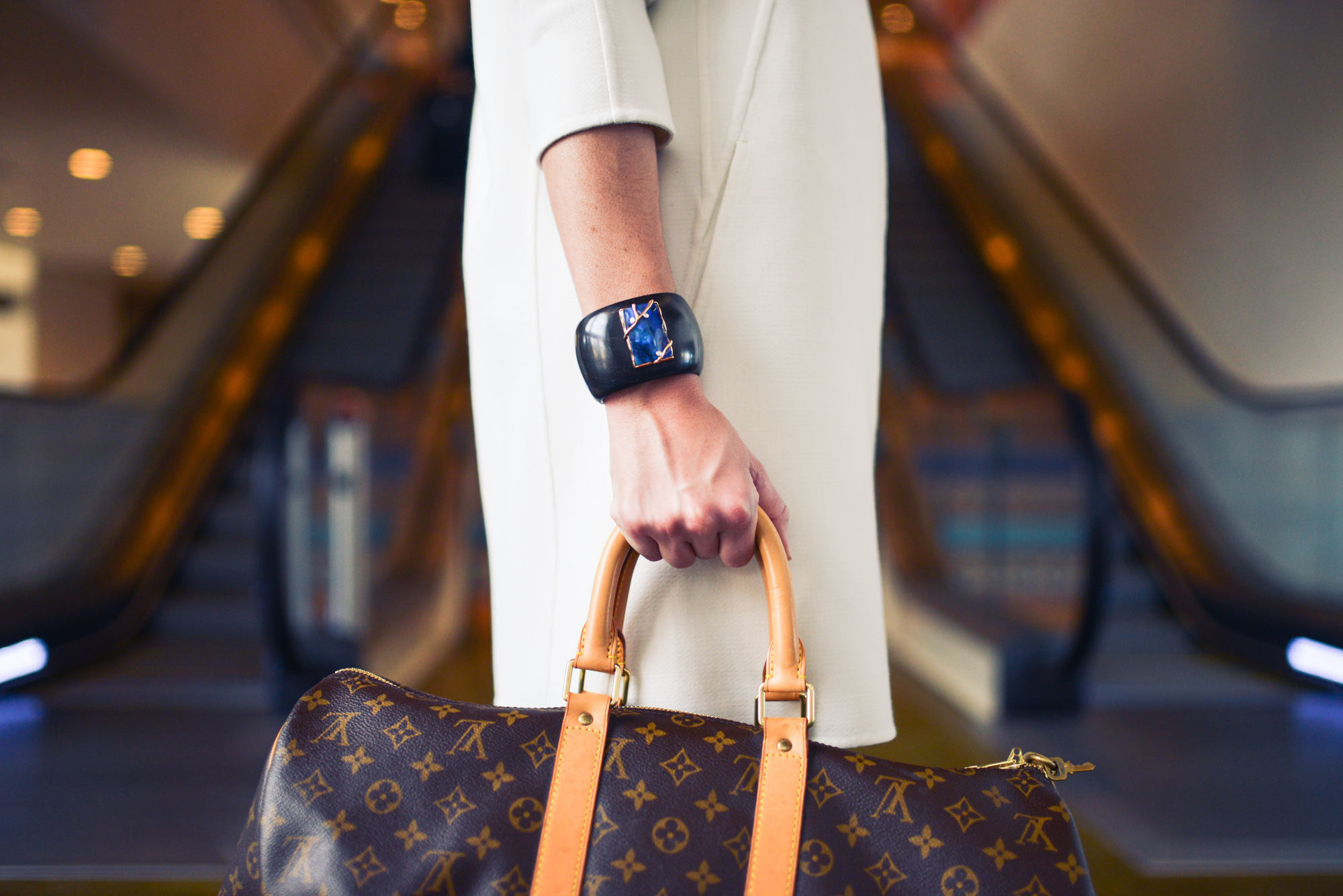
Esta é uma imagem de uma mulher a comprar de uma marca de luxo.

Táticas de autopromoção refere-se a diferentes estratégias que as mulheres podem utilizar para serem notadas de melhor maneira em comparação com outras mulheres. Por exemplo, as mulheres se interessam por itens de luxo que aumentam a sua atratividade. Artigos de luxo podem indicar a capacidade de atração, enfatizando um status mais elevado, que é um fator que os potenciais parceiros podem levar em consideração. Pesquisas sobre a competição intrassexual feminina, têm mostrado que as mulheres escolhem itens de luxo que aumentam o seu nível de atratividade, e ignoraram itens sem atrativos, mesmo que eles também sejam itens de luxo. Quando consomem artigos de luxo, as mulheres parecem ser mais atraente, jovens e sedutoras, por outras mulheres.
Quando as mulheres estão chegando a sua fase de ovulação, que é o seu pico de fertilidade, elas têm uma maior tendência em escolher produtos que  melhoram a sua capacidade de atração, como roupas mais sexy e mais reveladoras. Tem sido demonstrado que, quando as mulheres estão em seu pico de fertilidade, elas vão ter uma maior consciência e sensibilidade para a competição intra sexual . Isto é devido ao fato de que quando as mulheres estão no seu pico de fertilidade, este é o horário ideal para, terem relações sexuais e produzir descendentes. no entanto, isso tende a ser aplicado apenas em situações em que as mulheres são confrontadas com as rivais que elas consideram serem atraentes. Quando confrontadas com rivais consideradas pouco atraentes, as mulheres podem não necessariamente vê-las apresentando qualquer tipo de ameaça, pois irão se sentir mais atraentes, em comparação com suas rivais.

## Derrogação do concorrente
Há uma série de estratégias competitivas que as mulheres podem usar em uma tentativa de aparecer mais atraente em comparação com outras mulheres. Enquanto os homens podem usar formas diretas de agressão durante a competição intra-sexual  As mulheres competem tipicamente para o acesso aos companheiros desejados utilizando a agressão indireta. Ao contrário da agressão direta que envolve ofender face a face, Agressão indireta descreve atos que são feitos indiretamente, onde um indivíduo pretende causar dano, mas tenta parecer como se não tivesse intenções nocivas. No contexto da competição intrasexual, a agressão indireta trabalha para reduzir as oportunidades que o rival pode ter em garantir o acesso ao parceiro desejado para, portanto, aumentar suas chances de sucesso reprodutivo. Isso inclue comportamentos como a rejeição, a exclusão social, fazer com que os outros não gostem do indivíduo, espalhar rumores e criticar a aparência da rival.

### Derrogação feminina
A derrogação feminina é uma forma de agressão indireta em que as mulheres tentam reduzir o valor percebido de outra "rival" feminina. Fisher (2004) estudou a derrogação feminina e os efeitos dos níveis de estrogênio sobre esta forma de competição. As mulheres revelaram seu status de ovulação e classificaram a atratividade de rostos masculinos e femininos, dando baixas classificações para rivais do mesmo sexo. Isso ocorreu com mais frequência quando as mulheres estavam em sua fase mais fértil. Em contraste, as mulheres deram às rivais do mesmo sexo classificações mais altas durante os estágios menos férteis de sua ovulação. Essa forma indireta de competição parece exclusiva para as mulheres, pois os resultados também mostraram que as mulheres, independentemente do estado da ovulação (alta ou baixa), não mostraram diferença na classificação das faces masculinas. A pesquisa de apoio também descobriu que as mulheres mais jovens que são consideradas tendo alta fertilidade, fofocam sobre outras mulheres mais do que as mulheres mais velhas, que já não estão em seu estágio mais fértil.
De fato, a agressão indireta parece ser mais prevalente entre o sexo feminino do que entre o sexo masculino no que aparentemente predominam formas mais diretas de competição Pesquisas que estudam a relação entre indicadores de atratividade, como atratividade física e vitimização indireta, mostraram que a probabilidade de experimentar a vitimização indireta aumentou 35% para as mulheres que se percebiam como fisicamente atraentes. Em contraste, ser um homem fisicamente atraente diminuiu as chances de experimentar tal vitimização indireta. Isso também destaca como a atratividade física de uma mulher pode ser um gatilho para a agressão indireta e faz parte central da seleção entre os sexos.

### Slut-shaming(envergonhar)
Outra forma de derrogação de concorrentes que é instrumental em fazer rivais parecem menos desejáveis é o slut-shaming (envergonhar). Ao envergonhar e difamar, as mulheres criticam e derrogam rivais do mesmo sexo por se engajar em comportamentos sexuais que são considerados "inaceitável" pelos padrões da sociedade, uma vez que violam as expectativas sociais e normas no que diz respeito ao seu papel de gênero. Por exemplo, um ato de promiscuidade sexual demonstrado por uma mulher é muitas vezes considerado não convencional e inadequado pois tais comportamentos não são vistos como atos que constituem feminilidade. As mulheres podem escolher confrontar pessoalmente ou espalhar rumores e mexericos sobre a atividade promíscua de outra mulher. Buss e Dedden exploraram diferenças sexuais na derrogação de concorrentes para investigar as táticas que são comumente adotadas por ambos os sexos para competição intrasexual  Os pesquisadores apresentaram para ambos os sexos uma lista de táticas que são freqüentemente empregadas por indivíduos para derrogação de concorrentes do mesmo sexo em uma tentativa de torná-los indesejáveis para o sexo oposto. Numa escala de 1 (muito provável) a 7 (improvável), os participantes classificaram a probabilidade de que membros de seu próprio sexo realizariam cada ato. Os resultados revelaram que as táticas que apontaram a promiscuidade de um concorrente foram usadas por mulheres mais freqüentemente do que pelos homens. Estas envolviam "chamar de vagabunda", "dizer a todos que ela dorme com vários homens" e que "ela engana os homens". De fato, as acusações de promiscuidade são uma causa freqüente de violência entre mulheres, onde as mulheres podem se vingar fisicamente em uma tentativa de defender sua reputação sexual.. Estudantes britânicas foram entrevistadas e fizeram perguntas sobre seu envolvimento em brigas,além de 89% terem afirmando que tinham realmente se envolvido em uma briga, 46% das brigas relatadas foram ataques contra a integridade pessoal
Com um objetivo final de aumentar o sucesso reprodutivo às custas dos outros, o slut-shaming efetivamente funciona para despertar suspeitas e fazer com que os pretendentes questionem a fidelidade dessas mulheres. A longo prazo, os homens podem ter dúvidas sobre a paternidade de qualquer descendência produzida e uma vez que os seres humanos se esforçam para o sucesso reprodutivo, (que, para um homem é reproduzir e investir continuamente em seus próprios filhos), a decisão de acasalar com tal milher reduz drasticamente as chances de sucesso reprodutivo. Considerando isso e o alto valor que os homens atribuem às mulheres que praticam a castidade, os homens são menos propensos a terem relações de longo prazo com uma mulher supostamente promíscua devido ao medo de serem traídos.

## A eficácia das estratégias: derrogação de concorrentes versus táticas de auto-promoção
Em termos gerais, a derrogação das concorrentes é frequentemente considerada menos eficaz do que as tácticas de auto-promoção. Homens e mulheres tendem a julgar táticas de auto-promoção que mostram potencial de recursos e disponibilidade sexual como altamente eficaz de relacionamentos para curto e longo prazo, respectivamente . As mulheres, em comparação aos homens, parecem mais propensas a se engajar em auto-promoção do que nas táticas de derrogação de concorrentes, Com as fêmeas tendo uma tendência a se envolver em formas mais indiretas de agressão / derrogação, tais como espalhar rumores e (manipulação social) Estudos investigam até que ponto tais estratégias possibilitam o sucesso das mulheres aumentando suas oportunidades de acasalamento. Indicadores comuns de sucesso reprodutivo são atividade sexual e comportamentos de namoro. A pesquisa descobriu que o uso de agressão indireta está correlacionado com o aumento do comportamento de namoro e envolvimento precoce na atividade sexual. Arnocky e Pavillion Investigou se o uso de vitimização ou experiencia pessoal de vitimização poderia prever o comportamento de namoro dos adolescentes ao longo de um ano. Em uma avaliação de seguimento, a agressão indireta (por nomeação) foi utilizada para prever o comportamento de namoro em um ano após a avaliação inicial. Além disso, a agressão indireta parecia ser um preditor mais poderoso do comportamento de namoro do que outros fatores, como o status inicial de namoro, a atratividade por pares, a popularidade percebida pelos pares e a idade. Em geral, as mulheres que usaram agressão indireta eram mais propensas a namorar em comparação com as mulheres vitimizadas, que eram menos propensas a ter um parceiro. A noção de que a agressão dos pares está associada a resultados de namoro adaptativos é ainda mais apoiada por estudos que observam que as mulheres que freqüentemente demonstraram agressão indireta começaram a namorar muito mais cedo na vida do que os indivíduos que foram vitimas de pares femininos,. popularidade no namoro  também é visto como tendo uma forte associação com o uso de agressão indireta.   Medidas de atividade sexual como o número de parceiros sexuais anteriores e a idade de sua primeira relação sexual foram obtidas junto com medidas de suas experiências sociais no ensino médio. Os resultados encontrados foram que as mulheres que experimentaram mais agressão do intra sexual durante a adolescência tiveram sua primeira relação sexual em uma idade mais atrasada. Em contraste, as mulheres que perpetuaram altos níveis de agressão indireta que tenderam a ter seu primeiro encontro sexual em estágios iniciais da adolescência. 

## Variáveis que influenciam a competição feminina
As mulheres competem, muitas vezes, utilizando-se de estrategias de baixo risco comparando com os homens  Fisher(2015) sugeriram que a atratividade é a única via pela qual as mulheres competem e os homens têm mostrado uma preferência por mulheres atraentes.

Outros fatores que influenciam as mulheres a competição intra sexual são:

### Alta qualidade genética dos homens
As fêmeas vão promover-se mais frequentemente quando os homens demonstram várias habilidades para fornecer recursos seguros, proteção para ela e para seus filhos, ou quando os custos de competir são inferiores aos benefícios ganhadosElas escolhem os homens com as mais altas qualidades possíveis que podem maximizar o sucesso reprodutivo. Tanto a atratividade como a qualidade dos gene são consideradas altamente correlacionadas. Algumas pesquisas sugerem que a atratividade masculina é influenciada pela qualidade fenotípica das mulheres, a atratividade masculina não corresponde necessariamente à sua qualidade gênica Isto sugere que mulheres com qualidades inferiores preferem homens de baixa qualidade do que homens de alta qualidade . Resultados surpreendentes mostram que a promiscuidade não afeta a atratividade física que se for muito grande pode superar esta variável.

### Hormônios ovarianos e variações hormonais
A fase do ciclo ovariano é uma preocupação emergente na exploração de questões relacionadas ao comportamento competitivo intrasexual feminino. Verificou-se que quando a taxa de fertilidade foi maximizada durante a fase ovariana, as mulheres atribuíram classificações significativamente mais baixas de atratividade para outras mulheres. As hormonas ovarianas afetam como as fêmeas vêem seus concorrentes potenciais e fazem com que se comportem mais competitivas.

Muitos estudos implicaram que o nível da testosterona era um dos fatores chaves no comportamento competitivo agressivo em situações sociais.  Quando a testosterona é produzida no cérebro e gônadas em ambos os sexos, os receptores andrógenos nos tecidos neurais e periféricos estão sendo possuídos e desencadeando respostas comportamentais e fisiológicas à testosterona.O papel dos esteroides androgênicos é ativar ou facilitar o comportamento agressivo. Altos níveis de estrogênio são mostrados afetando a derrogação das mulheres em potenciais concorrentes (por exemplo, classificação outras faces femininas como menos atraente), mas não há efeito sobre as classificações de atratividade masculina.

### Dinâmica interpessoal
As mulheres competem frequentemente com seu próprio sexo para ganhar a atenção de potenciais companheiros com qualidades genéticas elevadas a fim induzir o sucesso reprodutivo. Miller et al. (2011) em seus estudo demonstrou que a presença de individuos de outro sexo eleva a testosterona . A proporção de mulheres para homens no curso da concorrência pode alterar níveis de testosterona em ambos os sexos, que os levam a concorrência. A proporção não equivalente de homens com "bons genes" para um grande número de mulheres acessíveis também leva à competição intra sexual feminina. Hipótese de status biossocial  Indicou que para vencer na competição feminina, o aumento da produção de testosterona, facilita comportamentos agressivos, . Visto que, perdendo na competição mulheres abaixam os níveis da testosterona o que enfraquece a tendência de competir. os níveis de testosterona correspondem a vários fatores, tais como a forma de competição, características do adversário o estado psicológico do cenário de referência e os níveis de hormônio da pessoa concorrentes.